# Wim Ligtvoet
Willem Rudolf Ligtvoet (24 maart 1947) is een Nederlands voormalig burgemeester.
Hij studeerde rechten aan de Rijksuniversiteit Groningen en werd na vele jaren werkzaam te zijn geweest in het regionaal bestuur (Agglomeratie Eindhoven) burgemeester in 1985. Vanaf 1972 is Ligtvoet lid van de Partij van de Arbeid. Na het burgemeesterschap van Hilvarenbeek (1985-1994), Oosterhout (1994-2000), Mill en Sint Hubert (waarnemend 2000-2001) werd hij in 2001 waarnemend burgemeester van Nuenen, Gerwen en Nederwetten als opvolger van Harry Terwisse. Op 16 mei 2003 werd Ligtvoet, nadat de zelfstandigheid van de gemeente was bevestigd, burgemeester van dezelfde gemeente. Op 1 februari 2012 ging hij met pensioen en werd opgevolgd door Maarten Houben.